# Camerata Cornello
Camerata Cornello är en ort och kommun i provinsen Bergamo i regionen Lombardiet i Italien. Kommunen hade 606 invånare (2018).